# Dicalidoni

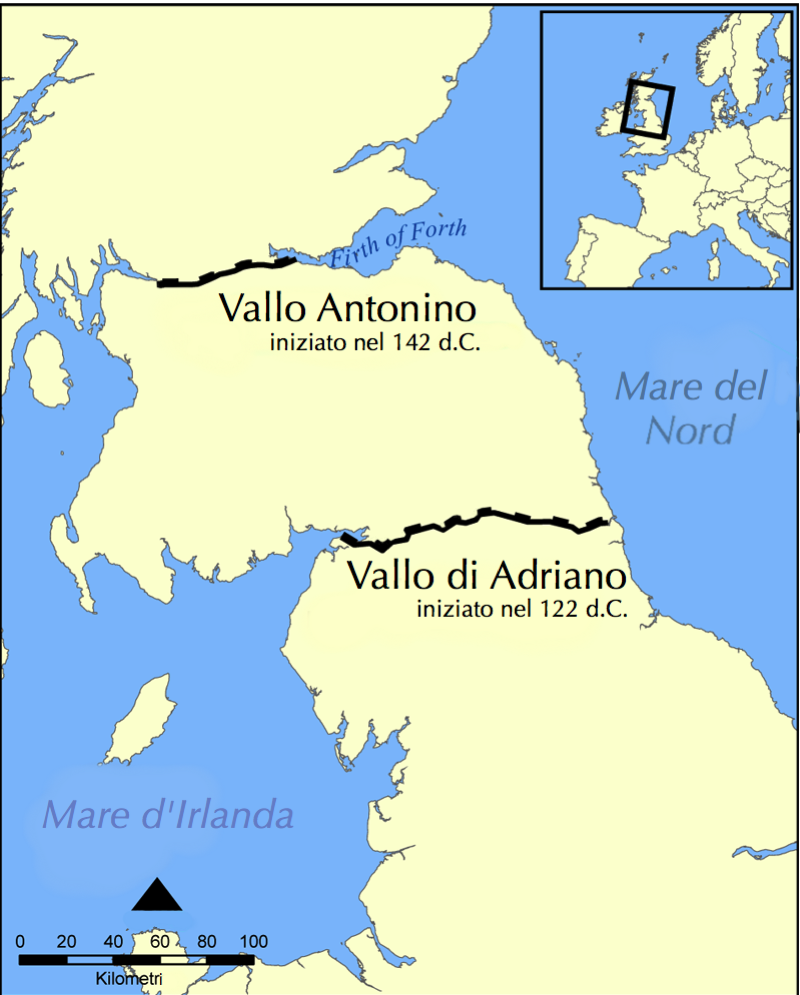
Mappa dei confini fortificati dell'Impero romano in Britannia

I dicalidoni sono menzionati nel IV secolo da Ammiano Marcellino come un gruppo appartenente dal popolo dei pitti, che vivevano nell'odierna Scozia. (vedi verturioni). Secondo gli studiosi, questo nome potrebbe venire dai caledoni. Questi ultimi potrebbero essere identificati coi dicaledoni. Gli studiosi hanno anche ipotizzato che le altre più importanti tribù dei pitti menzionate da Claudio Tolomeo, cioè i vacomagi, i veniconi e i tezali, alla fine si unirono per formare i meati, di cui parla Dione Cassio. Altre testimonianze antiche, che individuano nei caledoni e nei meati le due maggiori tribù pitte, sembrerebbero confermare le ipotesi precedenti. 